# Prostitution en Guyane
La prostitution en Guyane est un phénomène répandu malgré son interdiction légale, en vertu des lois françaises réprimant les clients de la prostitution.

## Description du phénomène
La prostitution en Guyane française est commune, notamment dans les mines d'or situées à l'intérieur du territoire. Certaines personnes optent pour le travail du sexe du fait de la pauvreté. Le taux de contamination au VIH / sida est le plus élevé de l'ensemble des territoires français, et les travailleuses du sexe sont des populations à risque du fait de l'utilisation intermittente du préservatif.
Des femmes et enfants du Suriname sont victimes de trafic en Guyane française.
Bien que les lupanars aient été interdits en 1946 par Loi Marthe Richard, les militaires français ont continué à diriger ce qu'ils appelaient un bordel militaire de campagne. Le dernier sur le territoire français était à Kourou jusqu'à sa fermeture en 1995, à la suite d'une plainte pour concurrence déloyale d'un proxénète local.